# La camera di Vincent ad Arles
La camera di Vincent ad Arles è il nome di tre dipinti del pittore olandese Vincent van Gogh, realizzati tra il 1888 ed il 1889 e conservati rispettivamente presso il Van Gogh Museum di Amsterdam, l'Art Institute of Chicago ed il museo d'Orsay di Parigi.

## Tabella riepilogativa
Di seguito si riporta una tabella riepilogativa delle tre versioni de La camera di Vincent ad Arles:
| Datazione                         | Stato       | Città     | Museo           | Tecnica      | Dimensioni | F   | JH   | Immagine |
| --------------------------------- | ----------- | --------- | --------------- | ------------ | ---------- | --- | ---- | -------- |
| Arles, ottobre 1888               | Paesi Bassi | Amsterdam | Van Gogh Museum | olio su tela | 72x90 cm   | 482 | 1608 | link     |
| Saint-Rémy, inizio settembre 1889 | Stati Uniti | Chicago   | Art Institute   | olio su tela | 73x92 cm   | 484 | 1771 | link     |
| Saint-Rémy, settembre 1889        | Francia     | Parigi    | Museo d'Orsay   | olio su tela | 56,5x74 cm | 483 | 1793 | link     |

## Descrizione
Il soggetto del dipinto è la camera da letto di Vincent nella «casa gialla» di Arles, dove l'artista si era rifugiato con la speranza di insediarvi un atelier di pittori avanguardisti. Dell'opera esistono tre versioni: la prima, oggi esposta ad Amsterdam, fu eseguita nell'ottobre 1888, mentre le seguenti sono particolarmente interessanti perché van Gogh le realizzò durante il volontario ricovero al manicomio di Saint-Rémy-de-Provence, quasi come se egli volesse recuperare e aggrapparsi a quei ricordi felici, quali erano quelli arlesiani.

Particolare del dipinto (prima versione)

I vari oggetti ritratti raccontano l'usuale quotidianità della mattina di van Gogh. Il primo oggetto che colpisce lo sguardo dell'osservatore è il letto di legno, a destra, appena rimesso a posto dopo il sonno notturno: «ed ecco la tua arca, come una sontuosa cuccia di cane randagio, dove ti vedo posarti esausto, con la pelle bruciata dalle intemperie dopo una giornata in un campo di girasoli, o chissà, dove il tuo irrequieto vagabondare ti porta», mormora un critico di Rai Arte in un immaginario colloquio con il pittore. Alle spalle di questo vi è un attaccapanni, sul quale troviamo appesi alcuni indumenti di uso quotidiano e il celebre cappello di paglia con cui van Gogh si era ritratto un anno prima, nel 1887. Dalla parete contigua al letto, invece, incombono un autoritratto del pittore, il ritratto di una sconosciuta e due stampe giapponesi, genere di cui Vincent era un ardente appassionato: le loro «tinte piatte che armonizzano», splendenti di una luce endogena, ebbero un'eco duratura sulla sua arte. Sulla parete di fondo, poi, è distrattamente appeso un ulteriore quadro, stavolta un paesaggio.
Proseguendo la visione verso sinistra troviamo una finestra: Vincent la lascia semiaperta, in modo tale da lasciar intuire l'esistenza di altri spazi, estranei per forza di cose alla superficie pittorica, e soprattutto per lasciar «respirare» il dipinto, «eliminando qualsiasi rischio di claustrofobia percettiva» (Federica Armiraglio). Ancora a sinistra vi è uno specchio sporco e bianco appeso alla parete, e al di sotto di questo si erge un tavolino recante l'oggettistica da bagno, con una bacinella, una brocca, un bicchiere, una bottiglia, un piatto e una spazzola al di sopra di esso. Sempre a sinistra, infine, vi sono un asciugamano penzolante da un chiodo e una porta lasciata semichiusa. La visione viene infine completata da due sedie impagliate, l'una posta accanto al letto (Vincent forse la utilizzava come comodino d'emergenza) e l'altra accostata alla parete. Sono vuote: sono, infatti, una metafora ossessiva dell’assenza, forse dell'amico Gauguin, forse della donna della sua vita, così a lungo favoleggiata, ma mai incontrata.

## Tecnica
Questo olio su tela presenta una tavolozza (rosso e verde, giallo e viola, blu e arancio, cui viene aggiunto il nero in veste di controbilanciatore cromatico), subordinata alla soggettività dell'artista, e invero gioca un ruolo fondamentale in quest'opera. Di seguito si riporta un commento dello stesso van Gogh, contenuto in una lettera indirizzata al fratello Theo, che riguarda il simbolismo cromatico utilizzato nel dipinto: 
(Vincent van Gogh)
Anche le regole prospettiche, ben conosciute da van Gogh, disegnatore colto, abile e amante delle opere di Leonardo da Vinci e Albrecht Dürer, sono volontariamente trasgredite per via di esigenze di natura soggettivistica. La prospettiva di quest'opera, invero, è anomala, instabile, se non del tutto scorretta, e non rispetta affatto i dettami della raffigurazione naturalistica: si viene infatti a creare un vertiginoso effetto a imbuto, con lo spazio che sembra essere risucchiato in maniera centrifuga verso la finestra sul fondo. Persino le effettive proporzioni degli oggetti sono stravolte: ciò è particolarmente evidente nel letto, del tutto sproporzionato rispetto agli altri oggetti presenti nella stanza, che comunque si flettono obliquamente verso l'osservatore, generando un senso di precarietà. Significativo, infine, anche l'impiego di contorni neri, molto marcati.

## Interpretazione

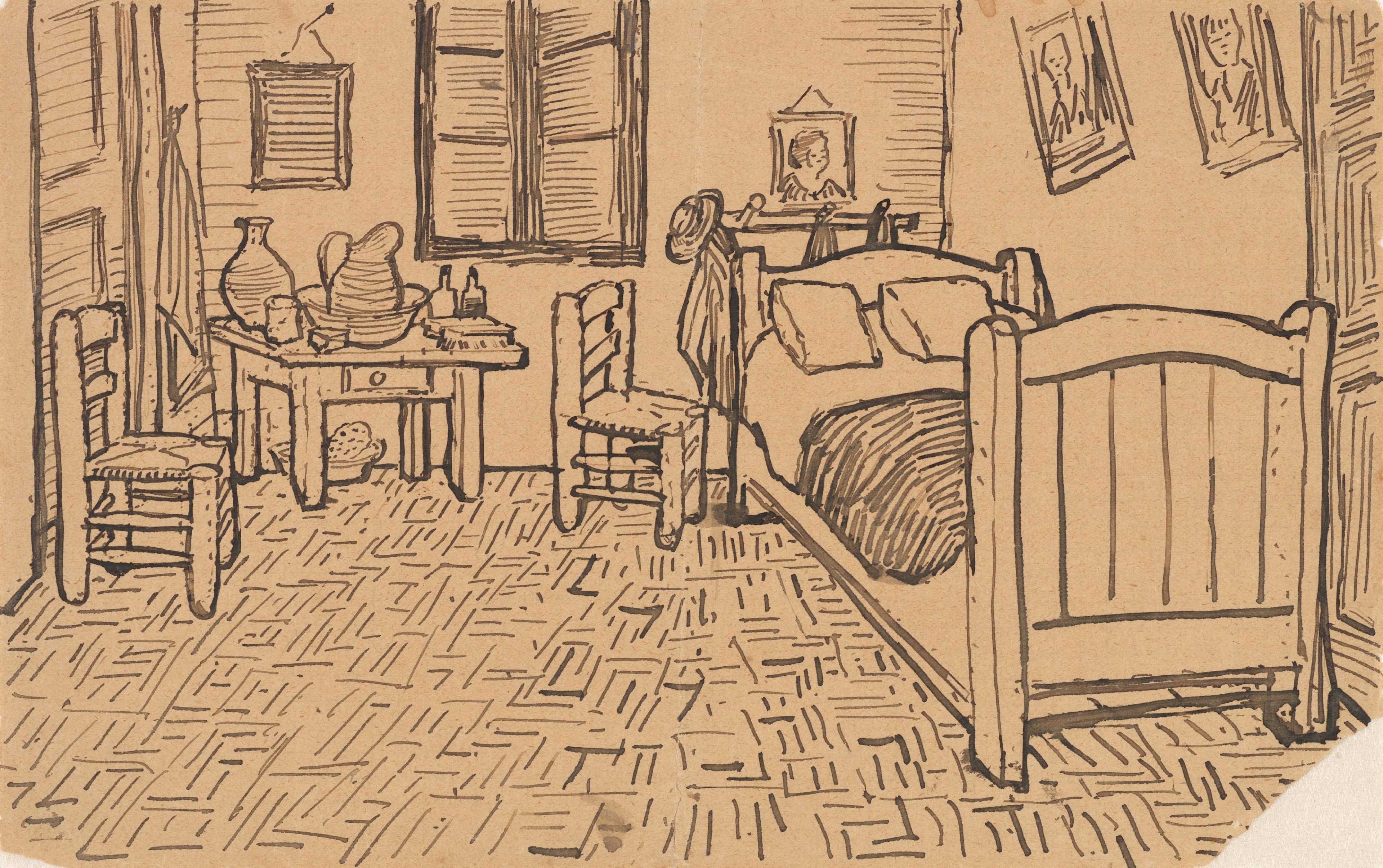
Disegno a penna sulla lettera 554 riproducente la fisionomia dell'opera (JH 1609)

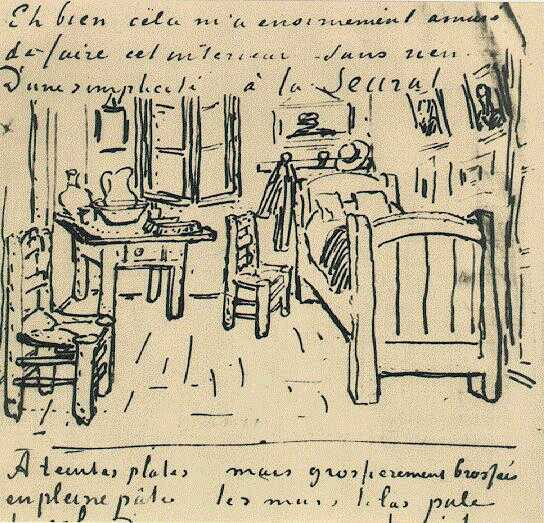
Schizzo a penna contrappuntato su una lettera scritta da Vincent in data 17 ottobre 1888

A cosa ha voluto alludere Vincent raffigurando la sua camera da letto? La lettura esegetica di questo dipinto, invero, è assai complessa, tanto che gli stessi critici, al di là delle mode interpretative, sono in sostanziale disaccordo tra loro.
Lo stesso van Gogh intendeva ricolmare la tela di una sensazione di «assoluto riposo»:
(Vincent van Gogh)
Stando a quest'interpretazione la camera di Vincent ad Arles sarebbe il luogo dove l'interiorità psicologica dell'artista può riposare e dove traspare, anche in maniera maggiore agli autoritratti, la sua intimità più segreta. I vari oggetti addossati alla parete offrono una protezione all'abitante di questa stanza, che in questo modo può sottrarsi alla tempestosità della vita e crogiolarsi di quest'idillio domestico dove è in grado di trovare benessere, calma, silenzio. Anche la tavolozza, giocata su una piacevole tonalità di azzurro, contribuisce a rasserenare l'osservatore, che si sente accolto in questa quieta oasi di pace.
Altri critici, invece, hanno giudicato questa teoria poco solida. Secondo questa interpretazione alternativa Vincent, pur volendo realizzare un'immagine poetica e distensiva, ha in realtà proiettato in essa la sua sofferenza interiore: ecco, allora, che gli oggetti non danno più l'idea di un ambiente protetto, bensì sono spinti verso i muri da una forza centrifuga che li allontana dal centro, creandovi purtroppo un insanabile vuoto, ribadito tra l'altro dalle due sedie vuote, per l'appunto, delle quali si è già parlato. L'osservatore, in questo modo, si sente accalappiato da un gravoso sentimento di angoscia, rafforzato dalla presenza di linee scure di contorno, dalla deformazione quasi espressionista dello spazio e degli oggetti, dalla sostanziale claustrofobia dell'insieme (certo, sia la finestra che le porte sono semichiuse, ma comunque non lasciano trapelare nulla dall'esterno). Affiorano, in questo modo, i tormenti interiori di van Gogh, candidato a un progressivo isolamento, alla pazzia e, infine, al suicidio:
(Vilma Torselli)